# Krasîliv
Krasîliv (în ucraineană Красилів) este orașul raional de reședință al raionului Krasîliv din regiunea Hmelnîțkîi, Ucraina. În afara localității principale, nu cuprinde și alte sate.

## Demografie
Componența lingvistică a orașului Krasîliv
     Ucraineană (96,94%)
     Rusă (2,78%)
     Alte limbi (0,19%)
Conform recensământului din 2001, majoritatea populației orașului Krasîliv era vorbitoare de ucraineană (96,94%), existând în minoritate și vorbitori de rusă (2,78%).